# Самора-Чинчипе
Самора-Чинчипе (исп. Zamora-Chinchipe) — провинция на юго-востоке Эквадора. Площадь составляет 23 111 км², население — 91 376 чел. (2010). Административный центр — город Самора. На западе граничит с провинцией Лоха, на севере — с Асуай и Морона-Сантьяго, на юге и востоке — с Перу.

## Административное деление

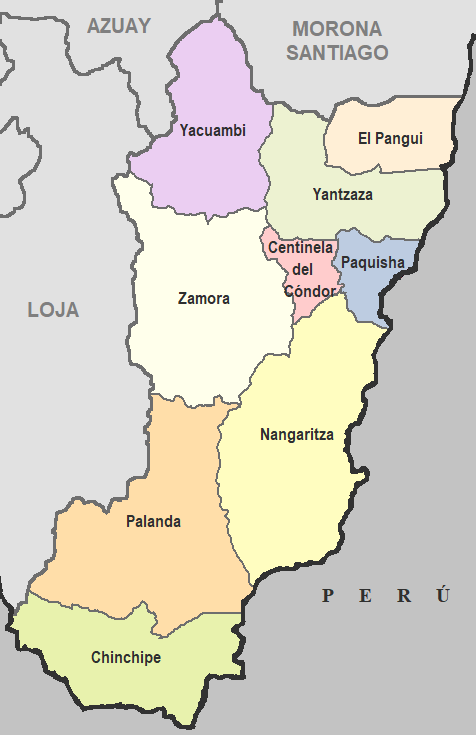
Кантоны провинции Самора-Чинчипе.

В административном отношении провинция подразделяется на 9 кантонов:
| № | Флаг | Кантон                                       | Население, чел. (2010) | Площадь, км² | Административный центр |
| - | ---- | -------------------------------------------- | ---------------------- | ------------ | ---------------------- |
| 1 |      | Кентинела-дель-Кондор (Centinela del Cóndor) | 6 479                  | 519          | Сумби (Zumbi)          |
| 2 |      | Чинчипе (Chinchipe)                          | 9 119                  | 1 194        | Сумба (Zumba)          |
| 3 |      | Эль-Панги (El Pangui)                        | 8 619                  | 614          | Эль-Панги (El Pangui)  |
| 4 |      | Нангарица (Nangaritza)                       | 5 196                  | 2 096        | Гуайсими (Guayzimi)    |
| 5 |      | Паланда (Palanda)                            | 8 089                  | 1 925        | Паланда (Palanda)      |
| 6 |      | Пакиша (Paquisha)                            | 38 54                  | 261          | Пакиша (Paquisha)      |
| 7 |      | Якуамби (Yacuambi)                           | 3 854                  | 1 242        | Якуамби (Yacuambi)     |
| 8 |      | Янцаса (Yantzaza)                            | 18 675                 | 990          | Янцаса (Yantzaza)      |
| 9 |      | Самора (Zamora)                              | 25 510                 | 1 876        | Самора (Zamora)        |

## Инфраструктура
Фрута-дель-Норте — самое большое месторождение золота в Эквадоре.

## Археология
В кантоне Паланда в глиняных сосудах и керамических черепках, найденных на стоянке Санта—Ана (Ла Флорида) (en:Santa Ana (La Florida)) древних индейцев из культуры Майо-Чинчипе — Мараньон (en:Mayo-Chinchipe), живших ок. 5,3 тыс. л. н., удалось найти следы теобромина — одного из главных бодрящих компонентов чая и какао, также зёрна крахмала, характерные только для какао, и обрывки ДНК шоколадного дерева.